# Grad (enota)
Grad (g) je merska enota za merjenje kotov. Poln krog meri 400 gradov. 

## Manjše enote
centigrad (c),
myriograd (cc);
gon (g), miligon (mg)
Pretvorba:
1g = 100c;
1c = 100cc;
1g = 10000cc;
1g = 1000 mg
Kote pišemo kot decimalno število.
Primerjava z drugimi kotnimi enotami
90°= 100g
S° = 9/10 Cg; Cg = 10/9 S°